# Deporaus affectatus
Deporaus affectatus is een keversoort uit de familie Rhynchitidae. De wetenschappelijke naam van de soort is voor het eerst geldig gepubliceerd in 1887 door Faust.